# Йерусалимски храм
Йерусалимският храм, според Библията, бил построен с цел в него да бъде поставен Ковчегът на завета и бил най-важната и свята сграда според юдаизма. Храмът бил разрушаван и построяван наново няколко пъти.

## Етимология
На иврит Йерусалимският храм се нарича Бейт ха-Микдаш, буквално превеждащо се като „Свещен дом“, но в Библията той бива наричан също Бейт Адонай („Господен Дом“) или само Бейти („Дома“). Според легендата храмът бил построен съгласно волята на цар Давид, който бил получил заръка от самия Господ. Въпреки желанието на Давид да види готовия храм, той бил построен от наследилия го негов син Соломон.

## Хронология на храмовете според Библията
- Соломоновият храм или Първият храм – бил построен според Библията от цар Соломон (през 10 век пр. Хр). Бил изцяло разрушен от Навуходоносор II през 586 г. пр. Хр.
- Вторият храм – строителството му започнало през 536 г. пр. Хр, след завръщането на евреите от вавилонския плен. Храмът бил завършен на 15 март 515 г. пр. Хр. По-късно, през 164 г. пр. Хр, бил реставриран от Юда Макавей
- Храмът на Ирод – представлява значимо преустройство и разширяване на Втория храм, придружено с преустройство и на Храмовия хълм. Бил започнат от Ирод Велики към края на 19 г. пр. Хр. и изцяло завършен през 64 г. Храмът бил разрушен през 70 г. от император Тит. От постройката на храма е оцеляла само западната подпорна стена, наричана още Стена на плача.

## В монотеистичните религии
Йерусалимският храм и мястото, където той се издигал, са от голямо значение за трите монотеистични религии – юдаизъм, християнство и ислям.

### Юдаизъм
С разрушаването на Втория храм в юдаизма престанала и практиката на жертвоприношенията, които се извършвали единствено в храма. В храма в Йерусалим не са се извършвали жертвоприношения на хора (както води препратката). Принасяните животни са агнета и ярета (от овце и кози), бикове и първи плодове от реколтата. По този начин се обезсмислила и ролята на свещенослужителите, които извършвали дейността си в храма.
Разрушаването на храма е важен момент от юдейската традиция – оттогава юдаизмът приема практиката на открития култ, съсредоточен върху Танах (култа в синагогата), а не върху жертвоприношението.
Западната стена, наричана още Стена на плача – обект на поклонничество и място, където много хора се събират да се молят, се превръща след 1967 г. в просторна синагога на открито.
Повечето религиозни евреи не отиват на самия Храмов хълм – мястото на Храма, за да не стъпват там, където се е намирало най-свещеното място Светая Светих.
Има групи в юдейските среди, които обмислят възможността за реконструкция на Храма – издигането на Третия храм.

### Християнство
Храмът е споменат на няколко пъти в Новия завет. Самият Исус го е посетил няколко пъти през живота си.
Апостолите на Исус продължили да посещават храма и след неговото Възкресение.
След обсадата и превземането на Йерусалим и разрушаването на храма от император Тит, на мястото на някогашния еврейски град Йерусалим, римляните издигат римски град – Елия Капитолина, а на Храмовия хълм е издигнат Храм на Юпитер.
След като Йерусалим става християнски град, мястото на храма, превърнало се в развалини по време на персийско-византийските войни и превземането на града от персите по времето на Ираклий, било оставено непокътнато, но в непосредствена близост до него била построена църква в памет на Исус, който посетил храма. Тази църква била по-късно разрушена от мюсюлманите, а на нейно място била построена джамията Ал Акса.

### Ислям
Джамията Ал Акса е едно от най-святите места за мюсюлманите. Тя е на трето място по значимост в ислямския свят след двете свещени джамии в Мека и Медина.
Джамията Ал Акса, със значение на български Отдалечената джамия, е една от основните забележителности на Йерусалим. Често се бърка с Купола на Скалата (на иврит: כיפת הסלע на арабски: مسجد قبة الصخرة), който представлява светилище (не джамия), разположено на Храмовия хълм в стария град на Йерусалим, близо до джамията Ал-Акса.
|  | Тази страница частично или изцяло представлява превод на страницата Tempio di Gerusalemme в Уикипедия на италиански. Оригиналният текст, както и този превод, са защитени от Лиценза „Криейтив Комънс – Признание – Споделяне на споделеното“, а за съдържание, създадено преди юни 2009 година – от Лиценза за свободна документация на ГНУ. Прегледайте историята на редакциите на оригиналната страница, както и на преводната страница, за да видите списъка на съавторите. ВАЖНО: Този шаблон се отнася единствено до авторските права върху съдържанието на статията. Добавянето му не отменя изискването да се посочват конкретни източници на твърденията, които да бъдат благонадеждни. |